# دیوید ادواردز (بازیکن فوتبال)
دیوید الکساندر ادواردز (انگلیسی: David Alexander Edwards؛ زادهٔ ۳ فوریهٔ ۱۹۸۶) بازیکن فوتبال اهل بریتانیا است.